# شو چمپین
شو چمپین (انگلیسی: Show Champion; کره‌ای: 쇼 챔피언) یک برنامه تلویزیونی موسیقی کره جنوبی با پخش زنده در چهارشنبه‌ها از شبکه ام‌بی‌سی ام در مرکز پخش بیت‌مارو در ایلسان است.